# Hostages (serie de televisión)
Hostages (Rehenes) es una nueva serie del productor Jerry Bruckheimer para la cadena estadounidense CBS basada en un guion para la televisión israelí de Alon Aranya, Omri Givon y Rotem Shamir. Jeffrey Nachmanoff es el autor del guion del episodio piloto, que se emitió el 23 de septiembre de 2013. En España la serie ha sido adquirida por TNT. Estrenada en el mes de octubre.

La serie llegó al final de su primera temporada el 6 de enero de 2014 y debido a los malos datos de audiencia la cadena americana CBS decidió cancelarla, por lo que no tendrá más episodios.

## Sinopsis
Ayelet Zurer es una cirujana encargada de intervenir al primer ministro de una delicada dolencia en los pulmones. Se ha convertido en el centro de las miradas del país por la gran responsabilidad que esto conlleva, a pesar de que se trata de una persona acostumbrada a trabajar bajo presión. Al regresar a casa, unos encapuchados armados irrumpen en su domicilio con una exigencia clara y directa: el ministro debe morir en la mesa de operaciones o la familia de Ellen será asesinada. La cirujana está decidida a hacer lo necesario para proteger a los suyos y, a la vez, no fallar a su deber, lo que dará paso a un juego de tensiones trepidante entre todas las partes implicadas.

## Reparto
- Toni Collette como Ellen Sanders.
- Dylan McDermott como Duncan Carlisle.
- Tate Donovan como Brian Sanders.
- Quinn Shephard como Morgan Sanders.
- Mateus Ward como Jake Sanders.
- Billy Brown como Archer Petit.
- Sandrine Holt como Sandrine Renault.
- Rhys Coiro como Kramer Delaney.
- James Naughton como President Paul Kincaid.